# Wackersleben
Wackersleben is een plaats en voormalige gemeente in de Duitse deelstaat Saksen-Anhalt, en maakt deel uit van de Landkreis Börde.
Wackersleben telt 747 inwoners.